# Kraftwerk Klosters
Kraftwerk Klosters är ett vattenkraftverk i Schweiz.   Det ligger i regionen Prättigau/Davos och kantonen Graubünden, i den östra delen av landet, 190 km öster om huvudstaden Bern. Kraftwerk Klosters ligger 1 211 meter över havet.
Terrängen runt Kraftwerk Klosters är bergig åt sydväst, men åt nordost är den kuperad. Kraftwerk Klosters ligger nere i en dal. Närmaste större samhälle är Klosters Serneus, 5,4 km nordväst om Kraftwerk Klosters. 
Trakten runt Kraftwerk Klosters består i huvudsak av gräsmarker. Runt Kraftwerk Klosters är det glesbefolkat, med 18 invånare per kvadratkilometer.